# Wierszynko
Wierszynko est une localité polonaise de la gmina rurale de Kołczygłowy située dans le powiat de Bytów en voïvodie de Poméranie. Elle se trouve à environ 22 km au nord-ouest de Bytów et 93 km à l'ouest de la capitale régionale Gdańsk.

## Géographie

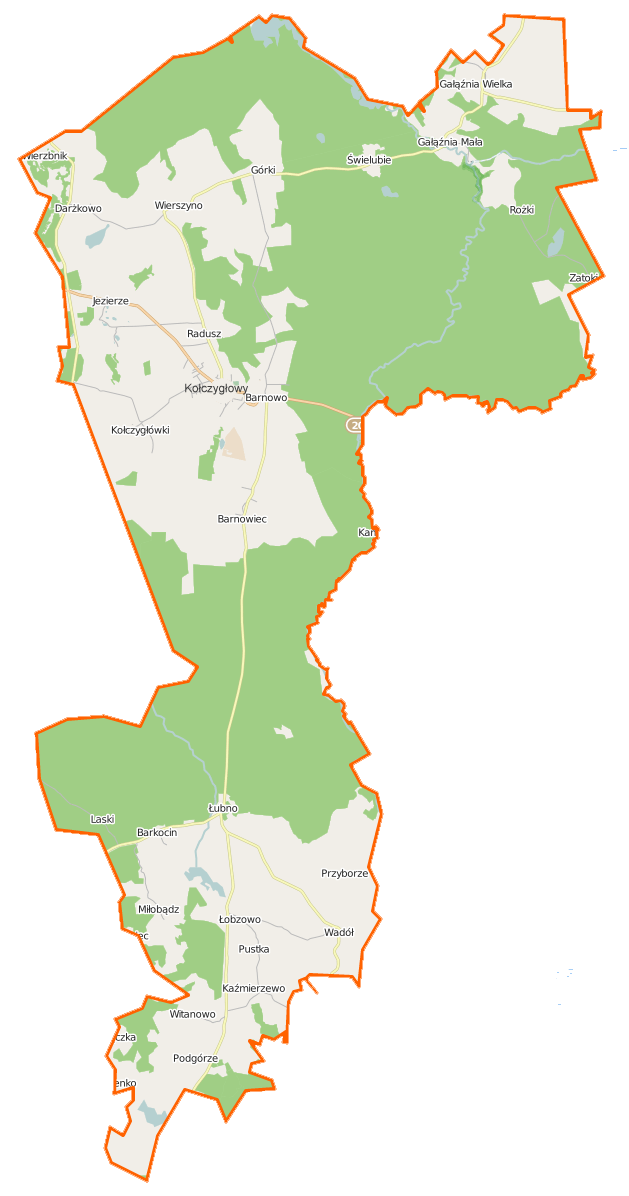
Carte de la gmina de Kołczygłowy.